# 第11師管
第11師管（だいじゅういちしかん）は、1873年から1888年と、1896年から1940年まであった日本陸軍の管区で、当時12から18置かれた師管の一つである。1873年から1885年までは中国地方西部、それから1888年までは九州地方南部のいずれも鎮台制の師管。1896年からは四国地方にある師団制の師管で、制度が異なる。師団制の第11師管は、香川県の善通寺に司令部を置いた第11師団が管轄した。1940年に善通寺師管に改称した。

## 鎮台制の第11師管

### 中国地方西部、歩兵第11連隊 (1873 - 1885)
全国に師管が配置されたのは、各地に鎮台が置かれてから2年後の1873年（明治6年）1月、鎮台条例改定による。第11師管は、広島鎮台が管轄する第5軍管の下に置かれた2つの師管の一つとして設けられた。広島を営所として、その地名から広島師管とも呼ばれた。管内にはほかに、松江、浜田（いずれも現在の島根県内）、山口に分営を設けた。管区の境界は条例で示されなかった。
- 第5軍管（1873年1月 - 1885年5月）
  - 第11師管（広島師管）
  - 第12師管（丸亀師管）

### 九州地方南部、歩兵第11旅団 (1885 - 1888)
1885年（明治18年）5月の鎮台条例改定で、軍管・師管が全国的に変更された。師管の番号は振り直され、広島には第9師管が置かれることになった。新しい第11師管はそれまでの第13師管に相当する九州地方南部を占めた。管区は肥後・日向・大隅・薩摩・沖縄で、現在の都道府県では熊本県・宮崎県・鹿児島県・沖縄県にあたる。
第11師管の本営は熊本で、分営はない。熊本には歩兵第11旅団本部、歩兵第13連隊、歩兵第23連隊、騎兵第6連隊、砲兵第6連隊、工兵第6大隊、輜重兵第6大隊が屯営を置いた。属する軍管は、熊本鎮台が管轄する第6軍管である
- 第6軍管（1885年5月 - 1888年4月13日）
  - 第11師管
  - 第12師管

### 第11師管の廃止
1888年、鎮台が廃止されて師団制が施行されることになり、明治21年勅令第32号（5月12日制定、14日公布）によって、陸軍管区表が定められた。これにより、陸軍の管区は軍管 - 師管の2階層から師管 - 旅管 -大隊区の3階層に変わった。地域区分では、従来の軍管が同じ番号の師管に引き継がれ、従来の師管は同じ番号の旅管に引き継がれた。こうして旧第11師管は新しい第11旅管に引き継がれたが、軍管は第7までしかなかったので、第11師管はなくなった。

## 師団制の第11師管

### 第11師団と第11師管
師団制の師管は同じ番号の師団のための徴兵と密接に結びついており、第11師団の兵士は第11師管に戸籍を持つ男子から徴集された。また、第11師管から徴兵された兵士は第11師団に入るのが原則であったが、これにはいくつか例外がある。まず、独自の師管を持たない近衛師団には、全国の師管から兵士が送られた。植民地の朝鮮、台湾に常駐する部隊にも内地の師管から兵士が送られた。例えば、1921年（大正10年）に第11師管で徴集する現役兵は、第11師団に5433人、台湾守備隊に499人、朝鮮の第20師団に100人、近衛師団に59人が配分される計画であった。
師管はまた国内治安維持、外国の侵攻に対して出動する師団の担任地域でもある。四国は大阪湾や瀬戸内海への入り口として、東西に防衛上の要地を抱えていたが、明治期に海峡防衛の計画は第11師団ではなく、対岸の師団の統一指揮に委ねる方針がとられていた。そして日露戦争後（1906年以後）には外国軍の上陸攻撃の可能性はほぼなくなった。太平洋戦争で本土防衛の準備がふたたび必要になったが、それは第11師管でなく、改称後の善通寺師管・善通寺師管区・四国軍管区の時期にあたる。

### 四国全域 (1898 - 1907)
1896年の6個師団増設にともない、明治29年勅令第24号（3月14日制定、16日公布、4月1日施行）で、陸軍管区表が改定された。このとき増えた6つの師管の中に、第11師管があった。師管の区域は四国4県の全域である。師管の下には1県1つの連隊区が置かれた。
- 第11師管（1898年4月1日 - 1903年2月13日）
  - 丸亀連隊区
  - 徳島連隊区
  - 松山連隊区
  - 高知連隊区

1903年に、明治36年勅令第13号（2月13日制定、14日公布)で、師管と連隊区の間に旅管をおくことになり、第11師管にも2つの旅管が設けられた。
- 第11師管（1903年2月14日 - 1907年9月以降）
  - 第10旅管
    - 丸亀連隊区
    - 徳島連隊区

  - 第22旅管
    - 松山連隊区
    - 高知連隊区

### 香川県・徳島県・高知県・愛媛県の一部 (1907 - 1915)
1907年にさらに6個師団が増えることになると、その9月、明治40年軍令陸第3号（9月17日制定、18日公布、施行後日）による陸軍管区表改定で、師管の区割りが変更された。このとき愛媛県が、東部の4郡（宇摩郡・新居郡・周桑郡・上浮穴郡）を第11師管に残し、大部分が第5師管に移った。松山連隊区はそのまま第5師管の下に移り、愛媛県東部と香川県西部をあわせて新しく善通寺連隊区が作られた。
- 第11師管（1907年9月以降 - 1924年5月6日）
  - 第10旅管
    - 丸亀連隊区
    - 徳島連隊区

  - 第22旅管
    - 善通寺連隊区
    - 高知連隊区

### 小豆郡を除く香川県・徳島県・高知県 (1915 - 1920)
1915年、大正4年軍令陸第10号（9月13日制定、14日公布）で陸軍管区表が改定され、愛媛県4郡のうち上浮穴郡が第5師管に移り、宇摩郡・新居郡・周桑郡の3郡が第17師管に移った。また香川県の小豆郡が第10師管に移った。

### 香川県・徳島県・高知県・愛媛県の一部 (1920 - 1925)
1920年に、大正9年軍令陸第10号（8月7日制定、9日公布、10日施行)で陸軍管区表が改定され、愛媛県のうち2郡宇摩郡・新居郡が第11師管に戻った。また香川県小豆郡も第17師管から戻った。
1924年に、大正13年軍令陸第5号（5月5日制定、7日公布）の陸軍管区表改定により、旅管が廃止された。旅管が除かれただけで、連隊区とその境界には変更がなかった。
- 第11師管（1924年5月7日 - 1925年4月30日）
  - 丸亀連隊区
  - 徳島連隊区
  - 善通寺連隊区
  - 高知連隊区

### 四国全域 (1925 - 1940)
1925年の宇垣軍縮で陸軍は4個師団を削減を決めた。これにあわせて大正14年軍令陸第2号（4月6日制定、8日公布、5月1日施行）による陸軍管区表改定があり、師管が4つ廃止された。第11師管は1県1連隊区で構成される四国全域に戻った。善通寺連隊区がなくなって松山連隊区が戻り、連隊区の構成も創設時と同じである。
- 第11師管（1925年5月1日 - 1940年7月31日）
  - 丸亀連隊区
  - 徳島連隊区
  - 松山連隊区
  - 高知連隊区

## 善通寺師管・師管区、四国軍管区への改称と廃止
太平洋戦争がはじまった次の年の1940年、昭和15年軍令陸第20号（7月24日制定、26日公布、8月1日施行）で、陸軍管区表が改定された。全国の師管は軍管区の下に入って地名を名前に冠することになり、第11師管は善通寺師管と改称した。
このあと、1945年（昭和20年）4月に善通寺師管区、同年6月に四国軍管区と改称して8月の敗戦に至った。これら改称にともない管轄する部隊・組織の変更はあったが、1925年以降、四国地方の師管・師管区、連隊区の境界は変わらなかった。